# Otto Ziegler (Politiker)
Otto Ziegler (* 7. Juli 1895 in Tiedmannsdorf, Kreis Braunsberg; † 27. Juli 1956 in Hamburg) war ein deutscher Politiker der SPD.

## Leben
Ziegler war ab 1912 bei der Reichspost, später der Bundespost, tätig. Ab 1919 war er in seiner Heimatstadt zunächst Stadtverordneter und Stadtrat, später Kreistagsabgeordneter im Kreis Braunsberg und Mitglied im ostpreußischen Provinziallandtag. 1933 wurde er aus politischen Gründen inhaftiert.
Nach dem Zweiten Weltkrieg kam Ziegler als Heimatvertriebener nach Westdeutschland. Er wurde Mitglied des Flüchtlingsbeirates für die britische Zone. Dem Deutschen Bundestag gehörte er von der Bundestagswahl 1953 bis zu seinem Tode an. Er war Mitglied des Ausschusses für Beamtenrecht und des Ausschusses für das Post- und Fernmeldewesen. Daneben gehörte er dem Verwaltungsrat der Deutschen Bundespost an.